# Кастелсарачено
Кастелсарачено (итал. Castelsaraceno) је насеље у Италији у округу Потенца, региону Базиликата.
Према процени из 2011. у насељу је живело 1247 становника. Насеље се налази на надморској висини од 936 м.

## Становништво
| 1951. | 1961. | 1971. | 1981. | 1991. | 2001. | 2011. |
| ----- | ----- | ----- | ----- | ----- | ----- | ----- |
| 2.824 | 2.734 | 2.441 | 2.087 | 2.020 | 1.730 | 1.480 |